# Список экзопланет в созвездии Ворона
Список экзопланет в созвездии Ворона содержит 5 экзопланет в 3 разных планетных системах, находящихся в соответствующем созвездии. Перечислены только подтверждённые экзопланеты, не являющиеся коричневым карликом.
Учёные постоянно совершают открытия, поэтому список может быть неполон.
Оценить зону обитаемости можно на основе светимости звезды.
| Система   | # | Удалённость св. лет | Светимость L⊙ | Большая полуось а. e. | Эксцентриситет | Период обращения сут | Масса MJ       | Пр.    |
| --------- | - | ------------------- | ------------- | --------------------- | -------------- | -------------------- | -------------- | ------ |
| HD 104067 | b | 66                  | 0,36          | 0,27                  | 0,25           | 55,83 ± 0,03         | >0,203 ± 0,017 | EPEDR2 |
| HD 104067 | c | 66                  | 0,36          | 0,11                  | 0,29           | 13,9                 | >0,042 ± 0,006 | EPEDR2 |
| HD 104067 | d | 66                  | 0,36          | 0,03                  |                | 2,15                 |                | EPEDR2 |
| TOI-782   | b | 170                 |               | 0,06                  | 0,19           | 8,02                 | 0,06 ± 0,06    | EPEDR2 |
| TOI-4860  | b | 264                 |               | 0,02                  | 0,05           | 1,52                 | 0,67 ± 0,14    | EPEDR2 |